# Pogány Ferenc (festő)
Pogány Ferenc, Pokorny Pogány Jakab (Budapest, 1886. december 2. – Hódmezővásárhely, 1930. február 22.) festőművész.

## Életútja
Pokorny Ferenc cipész és Sárek Karolina Borbála fiaként született. Előbb a budapesti Mintarajziskola, később a Képzőművészeti Főiskola hallgatója volt. Ferenczy Károly, Zemplényi Tivadar és Rudnay Gyula tanítványa. 1923-ban Hódmezővásárhelyre költözött. Művei főként népi életképek és tájképek. 1928-ban a Nemzeti Szalonban mutatta be műveit gyűjteményes kiállítás keretében. Kiállított még a Műcsarnokban, Szegeden, Szentesen és Hódmezővásárhelyen is. Műveit a Magyar Nemzeti Galéria őrzi.
Felesége Danilovits Ilona volt, akit 1919. június 7-én Budapesten vett nőül.